# Generación del 60 (Perú)
Aunque numéricamente no es abundante, la Generación poética del 60 en el Perú es uno de los más interesantes grupos literarios tanto por la variedad de sus voces, estilos e influencias como por la alta calidad de su trabajo lírico.

## Breve introducción
Los inicios se ubican en el Patio de Letras de la Universidad Nacional Mayor de San Marcos y coinciden con la generación de toda América desde Estados Unidos con Anderson Clayton a Argentina con Juan Gelman. En Chile convergen con Víctor Jara, Isabel Parra y Enrique Lhin. En Cuba con Pablo Milanés. En el Perú la Generación del 60 activa la vida intelectual y la renueva con grandes recitales y conciertos. César Calvo y Reynaldo Naranjo lanzan un disco ahora histórico: Poemas y Canciones. Ellos componen y cantan con el acompañamiento de Carlos Hayre. La temprana desaparición de Javier Heraud, poeta guerrillero, marcó profundamente a esta generación y al país. Pablo Neruda se solidarizó con los jóvenes poetas peruanos. Hubo un ciclo importante llamado Poesía en Debate en el que participaron Romualdo, Juan Gonzalo Rose, José Miguel Oviedo, Alberto Escobar, Sebastián Salazar Bondy, Javier Sologuren, Carlos German Belli, Reynaldo Naranjo, César Calvo y Arturo Corcuera.
A esta generación se unió más tarde Antonio Cisneros y Luis Hernández. A este ciclo la Generación del 60 aportó una nueva visión de la literatura. Esta generación es también la de Vargas Llosa. Era el momento de la revolución cubana y todos estuvieron, de algún modo, ligados.
Los poetas más representativos de la Generación del 60 son: Javier Heraud, César Calvo - Premio Nacional de Cultura, Rodolfo Hinostroza, Antonio Cisneros, Marco Martos, Hildebrando Pérez Grande- Premio Casa de las Américas, Winston Orrillo, Juan Ojeda, Livio Gómez, Luis Hernández. Las obras más importantes son probablemente las siguientes:Poemas bajo Tierra, Pedestal para Nadie, Ausencias y retardos (César Calvo), Consejero de Lobo y Contranatura (Rodolfo Hinostroza), Como higuera en un campo de Golf (Antonio Cisneros), El viaje (Javier Heraud), Vox Horrizona (Luis Hernández).

## Contexto histórico
Durante los años 60 el mundo se sumergía bajo las tendencias revolucionarias de la contracultura del hippismo y la revolución sexual, el surgimiento de los movimientos feministas. Los masivos grupos de estudiantes estadounidenses, especialmente universitarios, impusieron un nuevo estilo de vida que rápidamente se extendería por todos los países del mundo. 
Los años sesenta empezaron con el desembarco en Bahía de Cochinos en Cuba en 1961, la crisis de los misiles en 1962, el asesinato de John F. Kennedy en Dallas (1963), la guerra de Vietnam, que inició en 1964, aumentó las fuertes tensiones de la Guerra Fría entre el bloque comunista liderado por la URSS y los capitalistas representados por Estados Unidos. En las radios se escuchaban grupos como The Beatles, The Rolling Stones, Carlos Santana o Bob Dylan, y el festival de música de Woodstock (1969) fue uno de los acontecimientos más emblemáticos de la época, a la misma altura que la llegada del hombre a la Luna en el Apolo 11 (1969).
En Latinoamérica las fuerzas y partidos políticos eran muchos y heterogéneos, las ideas reformistas habían empezado a calar hondo en las nuevas generaciones y los movimientos de izquierda revolucionaria, algunos en la clandestinidad, hacían estragos en la sociedad. Si a esto sumamos la presión ejercida por Estados Unidos tenemos un ambiente político muy inestable que dio pie a que las ideas populistas fueran aceptadas y rápidamente extendidas en todos los estratos sociales.
Especial atención merece Cuba, quien pronto tendrá un papel protagónico en el desarrollo del conflicto. El dictador Fulgencio Batista, quien se mantendría en el poder desde los años 30 hasta su derrocamiento en 1959, mantenía a la isla bajo la hegemonía norteamericana pero a través de la figura política de un gobierno oligárquico y de tendencias autoritarias. Esto había creado un fuerte malestar entre los habitantes que pronto verían en la figura de Fidel Castro la idea de la liberación.
En el aspecto literario, especialmente la narrativa, América Latina también obtiene un particular protagonismo mundial gracias al conocido como el boom latinoamericano. Escritores como Gabriel García Márquez en Colombia, José Lezama de Cuba, José Donoso de Chile, Carlos Fuentes de México, Julio Cortázar de Argentina, Juan Carlos Onetti de Uruguay y Mario Vargas Llosa de Perú empiezan a ser reconocidos por la dura crítica literaria europea hasta ganarse un lugar en las letras universales. Por otro lado, en poesía, especialmente en la de protesta o revolucionara, destacan y Juan Gelman en Argentina; Víctor Jara, Isabel Parra y Enrique Lihn en Chile y el trovador Pablo Milanés en Cuba.
Este repentino interés internacional en la literatura latinoamericana surge a partir de la nueva visión que los escritores proponían de América, que aspiraba a mostrar el mundo americano con su propia técnica, con unas características precisas y con un lenguaje único que llamó la atención de los literatos europeos. En este aspecto debemos hacer mención al apoyo del crítico peruano Antonio Cornejo Polar al “descubrimiento” de la literatura latinoamericana en el mundo.
Así pues, la Generación del 60 en el Perú se encuentra inmersa en un fuerte ambiente de tensión y de cambios ideológicos, sociales y políticos que será determinantes para el desarrollo de sus planteamientos. 
Durante esta década en el país, ocurren diversos hechos como los movimientos guerrilleros liderados por Hugo Blanco que estaban llevando a cabo acciones insurgentes en el valle de La Concepción en Cuzco. En el ámbito político, las frustradas elecciones que llevaron al golpe de Estado del general Ricardo Pérez Godoy contra el presidente Manuel Prado el 18 de julio de 1962. Un año más tarde, en 1963, gana las elecciones Fernando Belaúnde Terry, del partido Acción Popular, quien gobernará hasta 1968 cuando será depuesto por el golpe militar del general Juan Velasco Alvarado que instaura un gobierno militar con una fuerte tendencia revolucionara popular.
Aunque la Generación del 60 no se caracteriza por una larga lista de nombres, fue sin embargo, uno de los más variados del Perú en materia literaria por la diversidad de pensamientos y la calidad de sus composiciones poéticas. Sus propuestas se consideran un cambio en los contenidos de los géneros literarios, especialmente la poesía, a partir del contexto político-social en el que muchos de sus representantes vivieron. Se darán a conocer en el país tanto los poetas consagrados de generaciones anteriores como los nombres de nuevos poetas jóvenes imbuidos de las nuevas tendencias estéticas, políticas e ideológicas. 
Podemos asegurar que la semilla para el nacimiento de este nuevo movimiento literario se plantó en la vieja casona de la Universidad Nacional Mayor de San Marcos en el Parque Universitario de Lima, pues fue esta institución la que vio surgir a una generación activa de intelectuales que, al cabo de unos años, adquirirían renombre en el ámbito cultural de las letras en nuestro país. Entre ellos podemos mencionar a José Miguel Oviedo, Julio Ortega, Alberto Escobar, Sebastián Salazar Bondy, Javier Sologuren, Carlos Germán Belli, Reynaldo Naranjo, César Calvo, Javier Heraud, Mario Razzetto, Germán Carnero Roqué, Arturo Corcuera; grupo al que se adhieren años más tarde Antonio Cisneros, Luis Hernández, Rodolfo Hinostroza, Marco Martos, Winston Orillo, Juan Ojeda, Livio Gómez y Mirko Lauer, entre otros.

## Representantes y obras
Un breve recuento de las obras de los principales exponentes de la Generación del 60 es fundamental para entender su calidad literaria y la importancia de esta década para la poesía peruana:
- Rodolfo Hinostroza (Lima, 1941 -  2016 ): Es junto con Antonio Cisneros uno de los más importantes representantes de la poesía peruana en los años 60. Sus principales publicaciones son: Consejo de lobo, obra escrita durante su estancia en Cuba en los años de la revolución; Contranatura, escrita en Europa en 1968, y sus Poemas reunidos (1986) donde se muestra el autor más firme en sus pensamientos y claro en sus mensajes poéticos.
- Antonio Cisneros (Lima, 1942 - 2012 ): Uno de los más grandes exponentes de esta generación, es autor de Destierro (1961), David (1962), Comentarios Reales (1964), Canto ceremonial contra un oso hormiguero (1968), Agua que no has de beber (1971), El libro de Dios y los húngaros, entre otros.
- Javier Heraud (Lima, 1942 - Madre de Dios, 1963): Joven promesa de la poesía nacional que murió trágicamente sin haber madurado su estilo literario. Entre los trabajos que nos ha legado tenemos El río (1960), El viaje (1961), Estación reunida (1964). Así mismo, se publicó póstumamente Poesías completas y Homenajes.
- César Calvo (Iquitos, 1940 – Lima, 2000): Publicó Ausencia y retardos (1963), Poemas bajo tierra (1961), Carta para el tiempo, Ardiente sombra (1967), El cetro de los jóvenes (1967), Ensayo de dos voces en colaboración con Javier Heraud y Pedestal para nadie (1975).
- Luis Hernández (Lima, 1941 – Buenos Aires, 1977): Su trabajo queda resumido en una gran obra titulada Vox horrísona, pero anteriormente había publicado Orilla (1961), Charlie Melnik (1962) y Las constelaciones (1965).
- Livio Gómez (Áncash, 1933 – Tacna, 2010): Poeta de estilo sencillo pero gran profundidad filosófica, llega a unir el habla cotidiana con una perspectiva poética del ser humano. Entre sus principales obras mencionar Fraternidad y Contienda (1967), Hacia tus desvíos (1974), Cómo aprovechar la lección (1969), Devolverles la mirada (1970), Las violencias y el camino (1976), El poema y sus alrededores (1977), Quebrantamientos (1982), Poesía esencial (1982), La torre los homenajes (1982) y Arte de puntuar (1983).
- Carmen Luz Bejarano (Arequipa, 1933 - Lima, 2002): Su poesía está más inclinada hacia los temas infantiles y familiares, y en tal sentido publicó Giramor y años más tarde Del amor y otros asuntos (1984).
- Marco Martos (Piura, 1942 - ): Sus temas poéticos están ligados al descontento social, a la situación de desempleo vivida por la mayor parte de la sociedad peruana, y por ello ha publicado Casa nuestra (1965), Cuaderno de queja y contentamientos (1969).
- Hildebrando Pérez Grande (Lima - 1941): “…Hallamos en los versos de Hildebrando Pérez la conciencia milenaria del hombre de los Andes...". Su obra cumbre es: "Aguardiente"
- Juan Cristóbal (Lima, 1941 - ):  Su primera obra fue El osario de los inocentes (1971), a la que siguieron Estación de los desamparados (1978), y Difícil olvidar (1975).
- Ricardo Silva-Santisteban (Lima, 1941 - ):  Su poesía es apreciada por su belleza y su arquitectura poética. Su primer trabajo literario fue Terra Incógnita (1975) y luego publicaría Sílabas de palabra humana (1978).
- Mirko Lauer (República Checa, 1947 - ): Es un poeta experimental que ha incursionado también con éxito en la prensa de investigación. Entre sus poemarios se encuentran Santa Rosita y el péndulo proliferante (1972), Ciudad de Lima (1968), que es considerada su mejor obra, y Los asesinos de la última hora (1978).

Otros autores del 60 que también destacaron fueron:
- Rosa del Carpio con su obra La conquista del trigo (1964).
- Javier Dávila con el poemario Yara (1966).
- Manuel Ibáñez Rosazza, destacado por su libro El herramientero y otros artefactos (1977).
- Raúl Bueno que publicaría De la voz y el estío, Viaje de Argos y otros poemas (1963-64).
- Francisco Carrillo que publicó toda su poesía en una obra titulada En busca del tema poético (1964) y también un libro católico y lírico Cristo se ha llevado toda la humanidad del mundo (1961).
- Américo Ferrari con sus obras La metamorfosis de la evidencia (1974) y Tierra desterrada (1980).
- Leopoldo de Trazegnies Granda con sus obras En un diminuto mar del infinito (Madrid, 1962) y De las casas que nos poseyeron y que fuimos abandonando escrito bajo el pseudónimo Leopoldo Tamaral (Mención Honrosa de la II Bienal Internacional de Poesía de Panamá, 1972).
- Fernando Tola de Habich autor de Canción de amor (Lima, 1968).

Respecto a esta generación de poetas el Dr. Jaime Cisneros menciona la siguiente:
Entre el 50 y 60 un aliento creador se va abriendo paso por los patios de Letras y buena parte de la poesía peruana de estos tiempos se asila en la Universidad. De estas horas, son los nombres como los de Leopoldo Chariarse, Pablo Guevara, Washington Delgado. En este mundo irrumpió un día la hermosa inteligencia y la limpia armonía de Javier Heraud. En la sala grande de Letras, que había que extender de par en par corriendo una pared plegadiza, hacían sitio los estudiantes para escuchar a los poetas de San Marcos, y no será fácil olvide el revuelo que causó un día la presencia de Alejandro Romualdo, que ya vaticinaba en su entonación crepitante la tesitura de su poesía próxima. En ese mundo de poetas surgió también Antonio Cisneros. Cuando se escriba la historia de la poesía, habrá un sitio especial para estas promociones….
En el aspecto editorial debemos destacar el incondicional apoyo de Javier Sologuren, quien apostó por publicar los trabajos de las jóvenes promesas de las letras del país entre los que se encontraba Javier Heraud, César Calvo, Reynaldo Naranjo, Luis Hernández, o Antonio Cisneros. Asimismo, por estos años surge el Grupo Narración, que influidos por el maoísmo y liderados por Miguel Gutiérrez y Oswaldo Reynoso, publicaron una revista con homónima en la que se trataban las enormes tensiones que existían en el país, llamando a seguir el modelo revolucionario comunista.

Para Toro Montalvo la Generación del 60 puede definirse por sus nuevas tendencias, motivaciones y obras. En tal sentido existen tres vertientes con marcadas características:
- Unos con una fuerte carga ideológica, con predilecciones por los temas metafísicos del tiempo, la vida y la muerte. (Javier Heraud y César Calvo).
- Otro grupo encabezado por Marco Martos, Mario Razzeto, Carlos Henderson, Winston Orrillo y Juan Ojeda. Ellos prefieren dar una visión del Perú en su poesía, proponen una intención de cambio y no pretenden dar una impronta propia a la literatura, sino solamente expresarse y hacer una revisión de la situación social del país.
- Un tercer grupo de tendencias más experimentales en su arquitectura poética y en sus contenidos, así como una fuerte influencia de la literatura inglesa. (Rodolfo Hinostroza, Antonio Cisneros, Luis Hernández y Mirko Lauer Holoubek)

Podemos agregar que la poesía de algunos de los autores de la Generación del 60, se vio influenciada por la corriente anglosajona, con una lección irónica e irreverente trasmitida en un lenguaje que mantiene un tono cotidiano, mostrando especial interés por los temas de la vida diaria, sus problemas y virtudes. Poetas como T.S Eliot, Pound y Ginsberg fueron el modelo tomado por los jóvenes talentos de nuestro país y las tradiciones hispana y francesa fueron, por muchos, dejadas de lado frente a esta modernidad, traída por la influencia inglesa, mientras que otros, como Javier Heraud, se mantuvieron fieles a los cánones literarios heredados de la tradición española. Igualmente, se propone la idea del poema total, que no sea lírico en su totalidad sino que una lo lírico, lo épico y dramático planteándose una actitud reflexiva y una revisión de las corrientes vanguardistas y cubistas que se desarrollaban en el ambiente cultural europeo por aquellos años.
En tal sentido el coloquialismo también estuvo presenta en los poetas pues tomaron como influencia la poesía conversacional o exteriorista a la que agregaron fuertes tendencias dirigidas al prosaísmo. Esta tendencia hacia lo coloquial fue fundamental para dirigirse a las nuevas generaciones susceptibles a los cambios que ocurrían en el mundo; sin embargo debajo de este aparente lenguaje sencillo se traslucían ideas más profundas de racismo, migraciones, conflictos políticos, integración cultural y revolución social.
En contraposición a estas nuevas tendencias literarias se mantuvo el concepto básico de hacer una poesía culta, refinada y cosmopolita que le diera una gran importancia a la arquitectura poética. Esta nueva forma de hacer poesía sirvió de enlace entre la poesía pura de la generación anterior y la poesía social o comprometida que se desarrollaba por esos años.
Concluyendo, podemos afirmar que tanto la narrativa como la poesía en los años 60 no tuvieron ese carácter generacional que sí predominó en épocas anteriores, aunque lo que sí predominó fue ese fuerte componente ideológico adquirido por las épocas difíciles que tuvieron que afrontar. Para estos autores era una época en que la literatura era el medio, un instrumento, para crear conciencia en la población y lograr un cambio a partir de ideas que, mayormente, propugnaban una ruptura con el componente oligárquico y capitalista estadounidense y enaltecían los pensamientos revolucionarios traídos de Cuba y la URSS.